# Kanał Boczny Łaby
Kanał Boczny Łaby (niem. Elbe-Seitenkanal, ESK) – kanał żeglugowy w Niemczech w kraju związkowym Dolna Saksonia, łączący Kanał Śródlądowy z rzeką Łabą. Kanał był budowany przez osiem lat i oddany do użytku 15 czerwca 1976 r.

## Przebieg
Kanał rozpoczyna swój bieg w okolicach Wolfsburga, jako odgałęzienie od Kanału Śródlądowego. Następnie kieruje się na północ, przecina Pustać Lüneburską i łączy się z rzeką Łabą w okolicy miejscowości Artlenburg. Całkowita długość kanału wynosi 115,14 km, głębokość 4 do 4,5 m, szerokość od 54 do 70 m. Różnica poziomów wód pomiędzy punktem początkowym a końcowym wynosi 61 m.

## Urządzenia techniczne

### Podnośnia statków Lüneburg

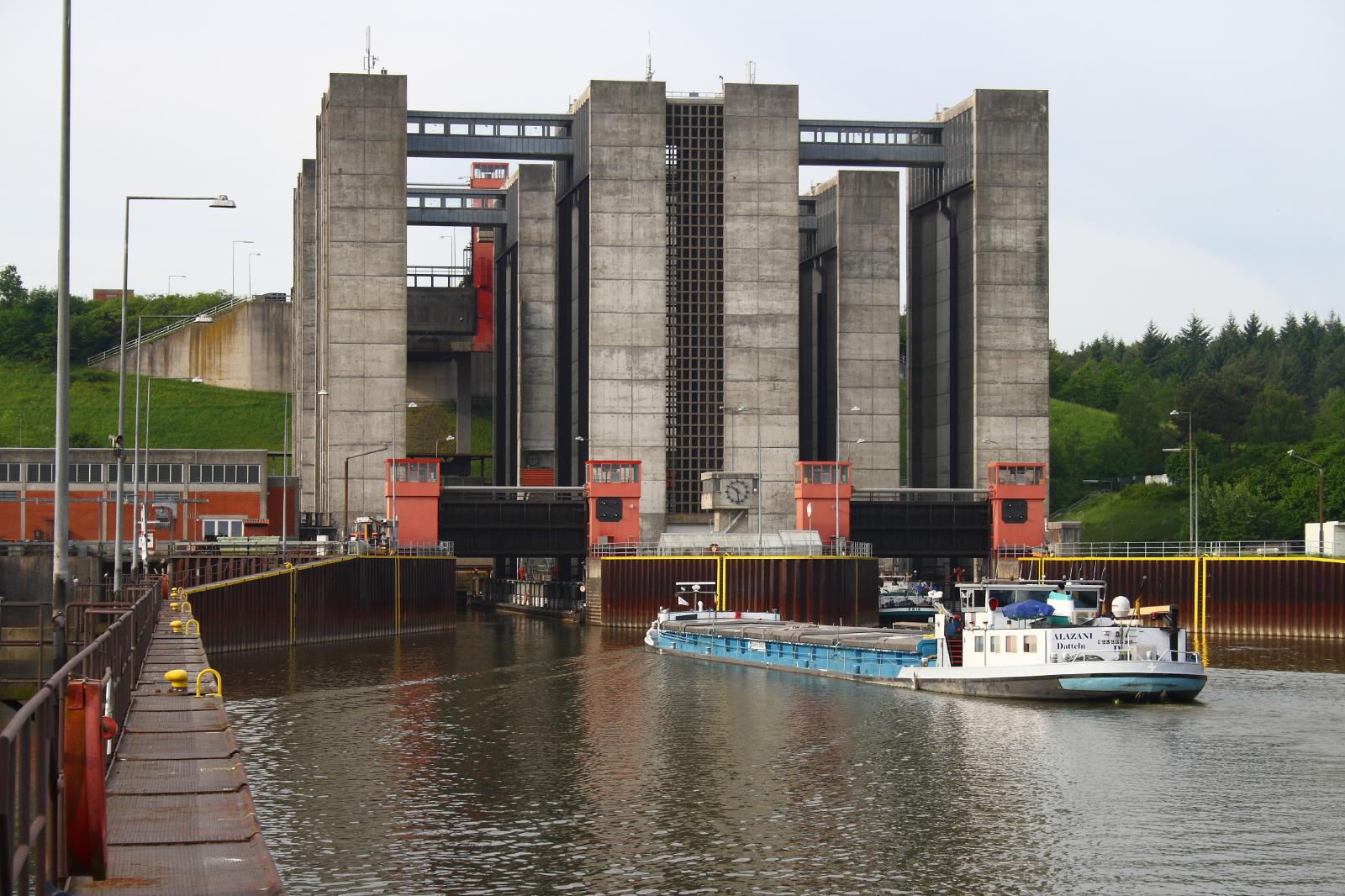
Podnośnia statków (Schiffshebewerk) w m. Scharnebeck

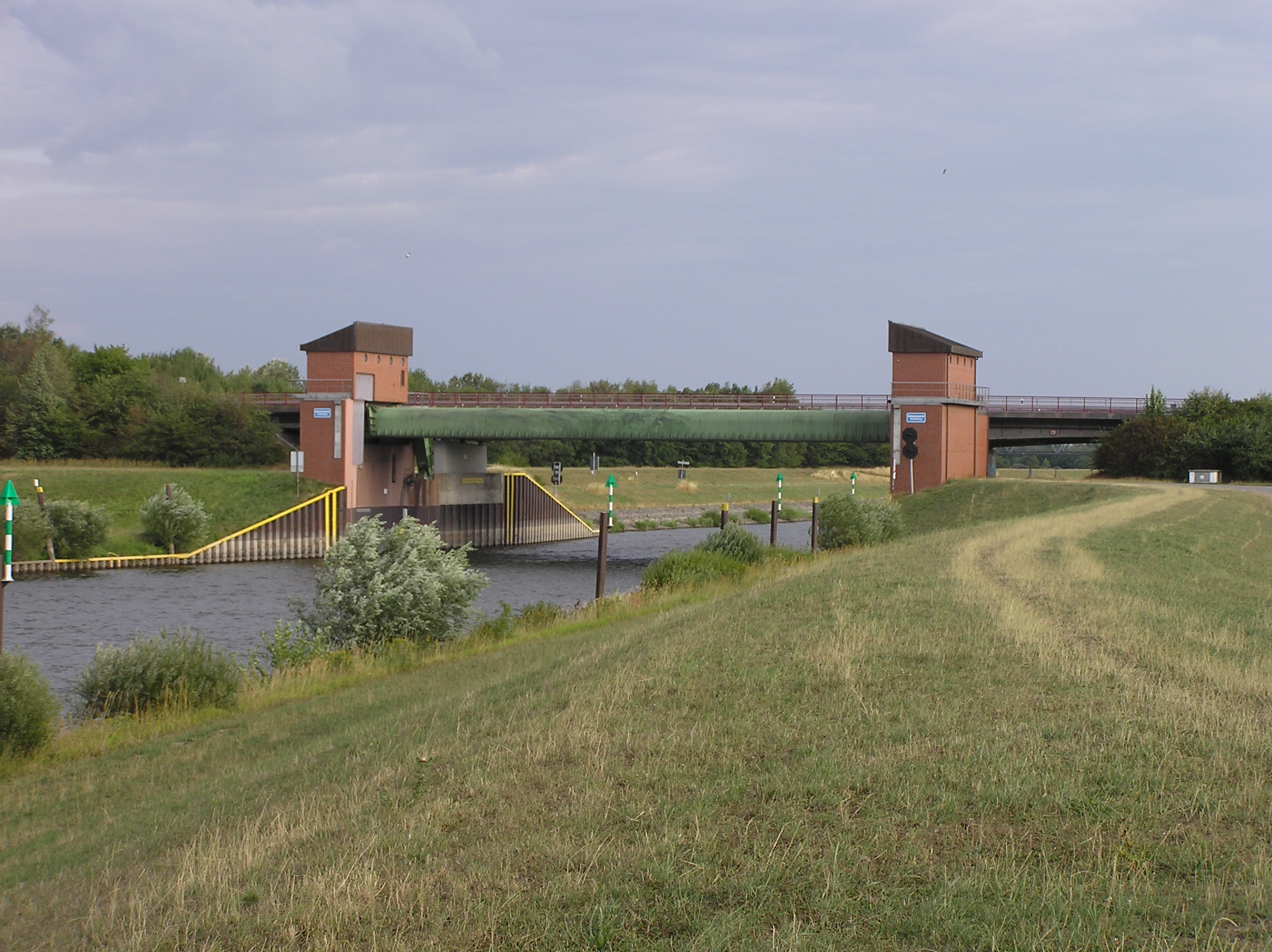
Śluza przeciwpowodziowa w okolicach Artlenburga

Podnośnia statków Lüneburg położona jest w miejscowości Scharnebeck na 106,16 kilometrze, stanowi ona rodzaj śluzy windowej. Różnica poziomu wody pomiędzy górnym a dolnym odcinkiem kanału wynosi tu aż 38 metrów, co klasyfikuje ją pod tym względem na drugim miejscu w Europie (najwyższą w Europie jest podnośnia statków Strépy-Thieu w Belgii). Całe urządzenie składa się z dwóch bliźniaczych, lecz niezależnie działających komór (ogromnych wanien z wodą), które poruszają się w pionie. Każda komora ma długość 105 m i szerokość 12 m. Ze względu na dodatkowe urządzenia techniczne całkowita długość wpływającego statku nie może jednak przekroczyć 100 m.

### Zespół śluz Uelzen (Śluza I i II)

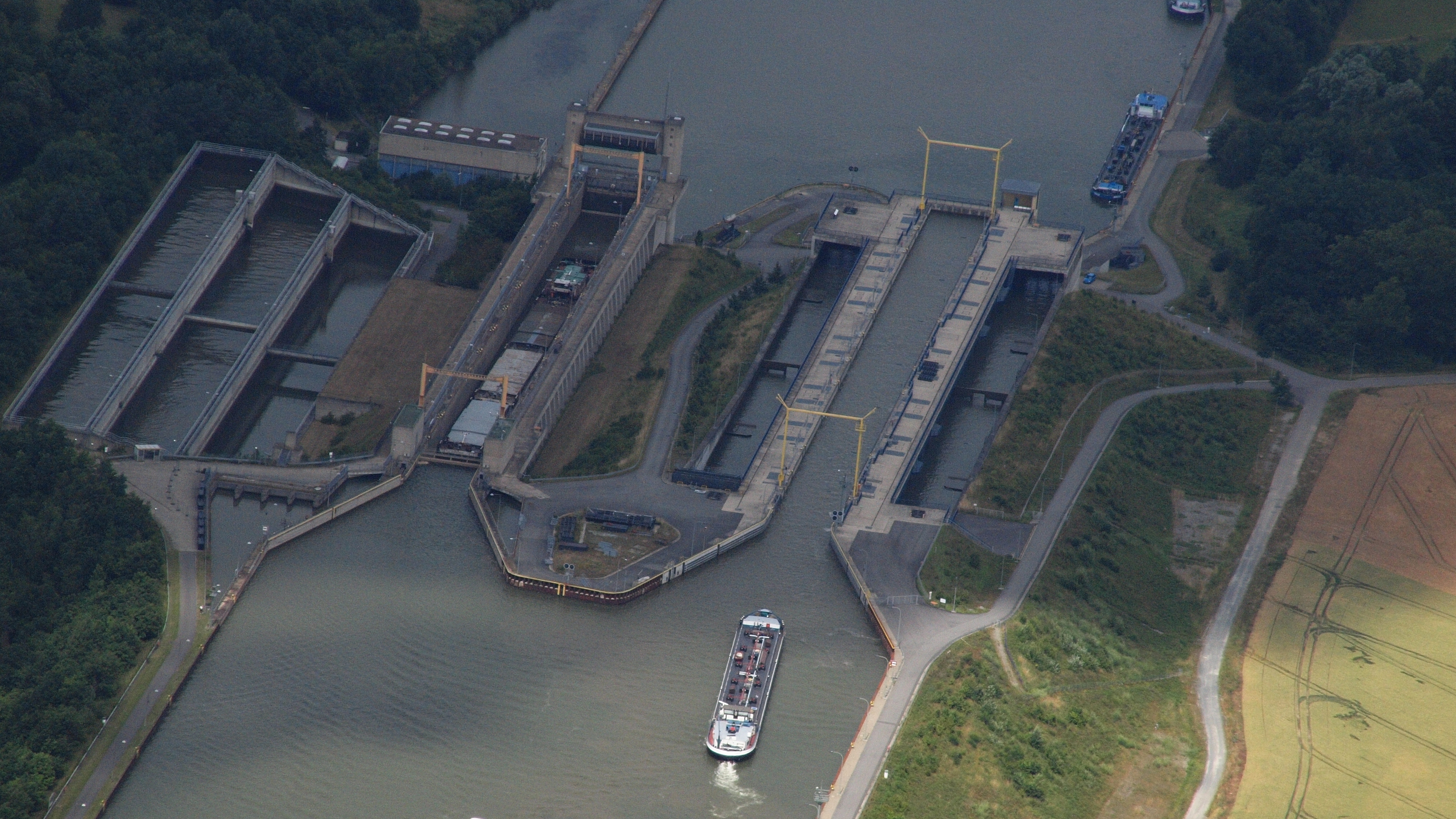
Zespół śluz Uelzen (2014)

Śluza wodna Uelzen I znajduje się na 60,62 kilometrze kanału i pozwala pokonać różnicę poziomów wody 23 m. Jej długość wynosi 185 m, szerokość 12 m. Ze względu na jej zużycie wieloletnią eksploatacją i potrzeby konserwacji zbudowano i oddano w roku 2006 do użytku obok drugą, nieco większą śluzę Uelzen II: 190 m długą i 12,5 m szeroką. Obie te śluzy należą do tzw. śluz oszczędnościowych, czyli pozwalających odzyskać (zaoszczędzić) przelewaną wodę w dodatkowych zbiornikach.

### Śluza przeciwpowodziowa Artlenburg
Ostatni odcinek kanału jest chroniony śluzą przeciwpowodziową, która znajduje się pobliżu miejscowości Artlenburg na 114,74 kilometrze kanału. Śluza chroni kanał przed zalaniem, a zarazem podnośnię w Scharnebeck przed zniszczeniem w przypadku wystąpienia powodzi na rzece Łaba.

### Śluzy bezpieczeństwa
Aby zapobiec możliwości niezamierzonego wypłynięcia wody z toru wodnego, wybudowano dodatkowo cztery śluzy bezpieczeństwa: Wasbüttel (km 0,97), Osloß (km 9,72), Wieren (km 56,32) i Erbstorf (km 103,72).

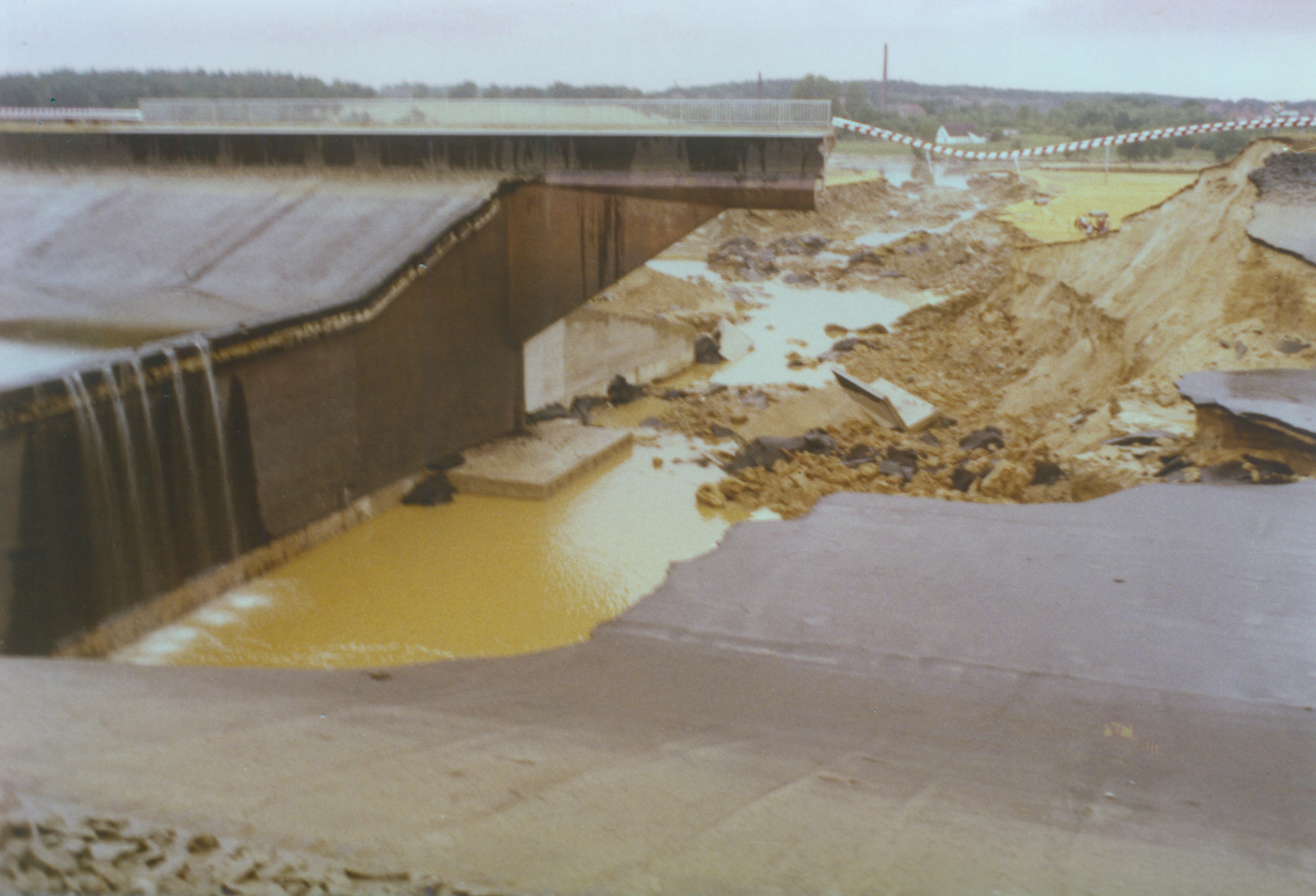
Przerwanie wałów kanału (1976)

## Wypadki
30 stycznia 2008 doszło do awarii urządzeń podnośni statków w Scharnebeck. Na wypływający polski statek „Heinrich” opadła nagle brama zaporowa, doprowadzając do poważnych uszkodzeń jednostki.